# 谷衛利
谷 衛利（たに もりとし）は、江戸時代前期の武士。丹波国山家藩の世嗣。

## 略歴
慶長19年（1614年）、丹波国山家藩第2代藩主・谷衛政の長男として誕生。
父の衛政の嫡子となるが家督を相続することなく、承応元年（1652年）に39歳で死去。代わって、長男の衛広が衛政の嫡子となった。
父の衛政は兄の衛成が早世したため家督を継いだ経緯がある。衛政は、兄の衛成の娘を家督予定の衛利の正室としている。

## 系譜
- 父：谷衛政（1598年 - 1663年）
- 母：山口氏
- 正室：谷衛成の娘
  - 長男：谷衛広（1644年 - 1690年）
- 生母不明の子女
  - 次男：高城貞胤（旗本高城胤重養子）
  - 女子：油小路隆貞室（大納言）
  - 女子：谷衛将室（谷衛友の子の衛冬の子。旗本）